# Кроутер, Филип
Фили́п Кро́утер (англ. Philip Crowther; род. 1981, Люксембург) — британско-немецко-люксембургский журналист и полиглот. Свободно владеет французским, испанским, португальским, английским, немецким и люксембургским языками. Является корреспондентом Белого дома для телеканала France 24, международным аффилированным корреспондентом Associated Press, а также членом Ассоциации корреспондентов Белого дому.

## Биография

### Ранние годы и образование
Кроутер родился в Люксембурге в семье отца-британца и матери-немки. Его отец разговаривал с ним по-английски, мать — на немецком языке. Он получил образование в Люксембурге, поэтому владеет четырьмя языками. В 14 лет начал изучать испанский из-за интереса к испанскому футболу. После окончания средней школы он поехал в Барселону, где начал учить каталанский язык. Португальский Филип Кроутер, будучи студентом Королевского колледжа в Лондоне, который окончил по специальности испаноязычные исследования.

### Карьера
В 2020 году Кроутера пригласили стать членом Международной ассоциации гиперполиглотов (HYPIA) в знак признания его многоязычных репортажей. 1 июня 2021 года он был принят.
В 2021 году, в годовщину убийства Джорджа Флойда, Кроутер вёл прямой эфир с места трагедии. Затем началась стрельба, но репортёр не пострадал.
В 2022 году стало вирусным видео Кроутера, который освещал российско-украинский кризис шестью разными языками из Киева.

### Личная жизнь
Родители Кроутера живут в Люксембурге, а его сестра - в Германии. У него есть дочь. Он стал гражданином Люксембурга в 2019 году, когда его отец, гражданин Великобритании, получил гражданство до брексита.